# 李完 (天啓進士)
李完（？—1644年），號光岳，四川顺庆府西充县人。明朝政治人物。

## 生平
李完青年时与弟李兆读书于县东十里之观子山，萬曆四十六年（1618年）戊午科四川鄉試舉人，天啓二年（1622年）与弟李兆同登壬戌科進士。初授河南汝宁府西平县知县，弟李兆授同省林县，父母以时迭就两子养，惟所欲。调繁南阳县，崇祯元年（1628年）四月考选江西道监察御史，疏紏河南大梁道参政周锵，罢其官。崇祯六年（1633年）癸酉丁父忧归乡。崇祯十七年（1644年）甲申夏，张献忠入蜀，李完全族被杀，独弟李兆次子九岁的李映庚与一女婢逃脱，时李兆被困沅州，派人回乡，数月才到达西充，暗中访求，得映庚，乃背负回南方。

## 家族
先世本湖广麻城人，原姓蒲，元末始入蜀蒲景春者，婚于西充之李氏，生三子，季子李文富，生子溟，后李氏，称李蒲溟。
祖父李嘉美生五子，幼子李友柏，字子藻，號左泉，官至石阡府推官，即为李完、李兆兄弟之父。